# Pomaranča (glasbena skupina)
Pomaranča je prva slovenska metal skupina, ustanovljena leta 1979.

## Biografija
Skupina je bil ustanovljena leta 1979. Ustanovila sta jo Mijo Popovič (kitara) in Zlatko Magdalenič (vokal). Kmalu so se jima pridružili še Tomaž Žontar (klaviature), Franc Teropšič (bobni), ter končno še Marko Herak na bas kitari. 
Ime Pomaranča so si nadeli po naslovu kultnega filma Peklenska pomaranča, posnetega po istoimenski knjigi pisatelja Anthonya Burghessa.
Leta 1981 je skupina prvič nastopila v Križankah, na festivalu Novi Rock. Istega leta je Pomaranča izdala svoj  kultni prvenec, ki velja za prvo heavy metal ploščo v zgodovini Slovenije, z naslovom Peklenska Pomaranča (njihov sploh prvi komad je bil »Soldat«). Še istega leta so nastopili v Hali Pionir (Beograd) kot gostje na koncertu skupine Gillan (Ian Gillan - Deep Purple)! 
Septembra 1982 so nastopili na heavy metal festivalu v Hali Sportova (Zagreb), skupaj s skupinami kot so Motorhead, Uriah Heep, Gillian, Budgie in Atomic Rooster. Naslednje leto, 1983, je skupina izdala svoj drugi album z naslovom Madbringer; tudi nasploh je bilo leto 1983 za Pomarančo zelo uspešno. Še istega leta je skupina izvedla svoj samostojni nastop na stadionu Šiška v Ljubljani, ki se ga je udeležilo štiri tisoč njihovih privržencev. Za popoln uspeh pa sta poskrbeli še srebrni nakladi plošč za njihova do tedaj izdana albuma – Peklenska Pomaranča in Madbringer.
Vse do leta 1985 se ni zgodilo nič pretresljivega, nato pa so se začele dogajati velike spremembe v zasedbi - klaviaturist Tomaž Žontar, bobnar Franc Teropšič in pevec Zlatko Magdalenič so se odločili zapustiti skupino. Novega klaviaturista si skupina niti ni iskala, na bobnih je Franca Teropšiča nasledil Roman Škraba (ex-Na lepem prijazni), pevca pa so še vedno nujno potrebovali. Zamenjavo za Zlatka Magdaleniča so našli v pevcu iz Sarajeva, ki se je imenoval Šefik Kardumović - Šeki. Z njim so posnel svoj naslednji album, »Orange III« in ga izdal leta 1985. 
Šele leta 1988 so po daljši pavzi spet nastopili, oziroma so se zbrali skupaj na protestu zaradi zaprtja četverice in procesa proti njim. Naslednji vidnejši dogodek se je zgodil leta 1990, ko so zopet nastopili v Zagrebu, v Hali Sportova pred 6000 ljudmi, tokrat kot gostje ameriške rock legende Alica Cooperja.
Leto 1993 je prineslo nov album/kompilacijo – »Nekaj peklenskih«, na kateri so bili do takrat še neizdani komadi, pa tudi večina pesmi iz njihovih prvih dveh albumov. Leta 1995 se je vrnil stari bobnar Franc Teropšič, prišel pa je tudi novi pevec, Boris Krmac. V tej postavi so tako izdali svoj četrti album »Takoj se dava dol«. 
21. aprila 2001 Pomaranča po dolgem času spet stopi na oder – tokrat na prireditvi Heavy metal night IV (klub K4 v Ljubljani), kjer so kot zvezde večera ponovno dokazali, da jih kljub njihovim letom še nikakor ne gre odpisati. V naslednjih letih občasno nastopajo v klubih in na koncertih širom Slovenije.
Leta 2019 se Pomaranči pridruži nov pevec Matic Nareks in 40 letnico delovanja obeležijo na "open air" koncertu pred razprodano dvorano v Laškem. 
Žal se leta 2022 s tega sveta poslovita Marko Herak in Franc Teropšič. Tudi njima v čast pa Pomaranča napove novo postavo z največjim slovenskim metal glasbenikom vseh časov Tilnom Hudrapom (U.D.O, Testament, Doro, Vicious Rumors, Pestilence, Thraw) na bas kitari, Maticem Nareksom na vokalu, Matjažem Winklerjem na bobnih in seveda Mijom Popovičem na kitari. Pomaranči se bo za obeležitev 45 letnice delovanja prve in največje slovenske heavy metal skupine po več kot 40 letih pridružil originalni klaviaturist Tomaž Žontar! Koncert v Kinu Šiška je Pomaranča razprodala več kot 1 mesec vnaprej! Zgodba se nadaljuje!

## Zasedba
- Miloje (Mijo) Popović (kitara prvotne zasedbe)
- Tilen Hudrap (bas kitara)
- Matjaž Winkler (bobni)
- Matic Nareks (vokal)

## Nekdanji člani
- Tone Krašovec (Vokal prvotne zasedbe)
- Marko Herak (bas kitara, RIP)
- Franc Teropšič - Boba (bobni, RIP)
- Zlatko Magdalenič (vokal)
- Tomaž Žontar (klaviature prvotne zasedbe)
- Roman Škraba (bobni)
- Šefik Kardumovič - Šeki (vokal)

## Albumi
- Peklenska Pomaranča (1981)
- Madbringer (1983)
- Orange III (1985)
- Nekaj peklenskih (od 1980 do 1986) (1993)
- Takoj se dava dol (1995)
- Rarities and Outtakes